# 3996 Fugaku
3996 Fugaku è un asteroide della fascia principale. Scoperto nel 1988, presenta un'orbita caratterizzata da un semiasse maggiore pari a 2,2590704 UA e da un'eccentricità di 0,1038735, inclinata di 2,28414° rispetto all'eclittica.